# Moritz Magnus
Moritz Magnus (* 1838; † 1897) war ein Bankier in Hannover.

## Familie
Die Vorfahren stammten aus dem hessischen Schlüchtern. Der Großvater Moses Selig wurde Schutzjude in Bovenden bei Göttingen und war dort um 1800 Handelsmann. Sein Vater, Bernhard Magnus (ursprünglich Bendix; 1808–1885) war um 1830 nach Hannover gekommen, arbeitete zunächst als Lotteriegehilfe und erhielt 1834 einen Schutzbrief zum selbständigen Lotterieeinnehmer. Er heiratete eine Tochter des Bankiers Ephraim Meyer (um 1780–1849). 1837 wurde er Hauptkollekteur, 1847 nahm er das Geldwechselgeschäft auf und 1859 gründete er das Bankhaus B. Magnus, das 1865 ins neuerbaute Stadtzentrum zog. Er vertrat in- und ausländische Versicherungen, engagierte sich im Handel mit Agrarprodukten und beim Aufbau von Industriebetrieben wie der 1871 gegründeten Hannoverschen Actien-Brauerei, die 1906 mit der Brauerei Herrenhausen fusionierte.
Moritz’ Geschwister waren Eduard (1842–1913; 1868 Prokurist und 1872 Mitinhaber), Julius (1844–1913) und Max (1849–1900) in Berlin bzw. Hamburg ebenfalls im Bankgeschäft tätig, Emil (1855–1910) war Kaufmann in Hamburg.
Max’ Sohn, Erwin Magnus (1881–1947) wurde Schriftsteller und Übersetzer skandinavischer Literatur sowie Leiter der Vereinigten Werkstätten in Hamburg, die ihm das Deutsch-Nordische Kunstgewerbehaus einrichteten.

## Leben
Moritz wurde ebenso wie Eduard an der väterlichen Firma beteiligt, seit 1864 als Teilhaber, seit 1867 Mitinhaber und nach des Vaters Tod Chef der Bank.
Nachdem 1869 die Neue Hannoversche Gummi-Warenfabrik bankrottgegangen war, investierte Moritz 1871 55.500 Mark in deren Konkursmasse. Nach einer Marktanalyse entschied er sich, die Produktion von Hart- auf Weichgummiwaren umzustellen und gründete mit einem Konsortium am 8. Oktober 1871 die Continental-Caouchouc- und Gutta-Percha Compagnie AG. Ab 1873 produzierte die neue Fabrik Gummibälle, Hufpuffer (für Pferde), Gummidichtungen, Schläuche und Vollgummireifen für Kutschen. Er gehörte bis zu seinem Tode dem Aufsichtsrat von Continental an, 1888–1897 als Vorsitzender. Als das Unternehmen in der Gründerkrise wegen zu knapper Kapitalausstattung in Schwierigkeiten geriet, übernahm 1876 sein Bankangestellter Siegmund Seligmann die Leitung, ab September 1876 als Prokurist und 1879 kaufmännischer Direktor.
Er war mit seiner Bank noch an zahlreichen weiteren Unternehmen im Raum Hannover beteiligt.
Nach seinem Tod wurde Eduard sein Nachfolger im Aufsichtsrat von Continental. Als die Magnus-Bank 1907 von der Commerz- und Disconto-Bank in Hamburg übernommen wurde, trat Eduard in deren Aufsichtsrat ein.
Moritz’ Sohn, Ernst Magnus (1873–1942), war seit 1907 Leiter der hannoverschen Filiale der Commerz- und Disconto-Bank, seit 1910 Börsenvorstand und 1914–1933 Mitglied des Aufsichtsrats der Continental Gummi-Werke AG. 1935 emigrierte er in die Schweiz und später nach Kuba.

## Belege
1. ↑  Deutsche-Biografie: Moritz Magnus
2. ↑   http://d-nb.info/gnd/136863051/about/html
3. ↑  siehe Peter Schulze: Magnus. In: Neue Deutsche Biographie (NDB). Band 15, Duncker & Humblot, Berlin 1987, ISBN 3-428-00196-6, S. 672 (Digitalisat). (Artikel über die Familie Magnus)
4. ↑   Böttcher: Hannoversches biographisches Lexikon, S. 252
5. ↑   http://www.erwin-magnus.org/
6. ↑   B. Gottschalk: Markenmanagement in der Automobil-Zulieferindustrie; S. 120
7. ↑  Hans Theodor Schmidt: Continental – Ein Jahrhundert Fortschritt und Leistung, 1871 bis 1971, Firmenpublikation zum 100-jährigen Firmenjubiläum, Eigenverlag, Hannover 1971